# Kathak

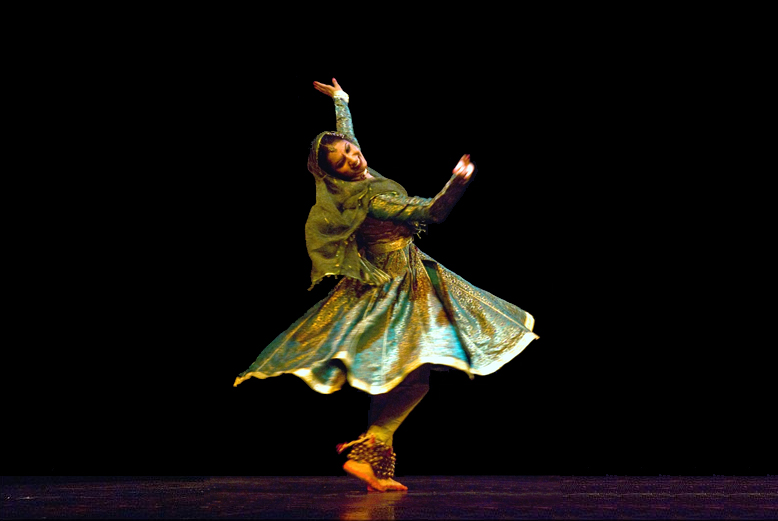
Kathak-Tänzerin beim chakkarwala tukra, einem der Höhepunkte des Tanzes

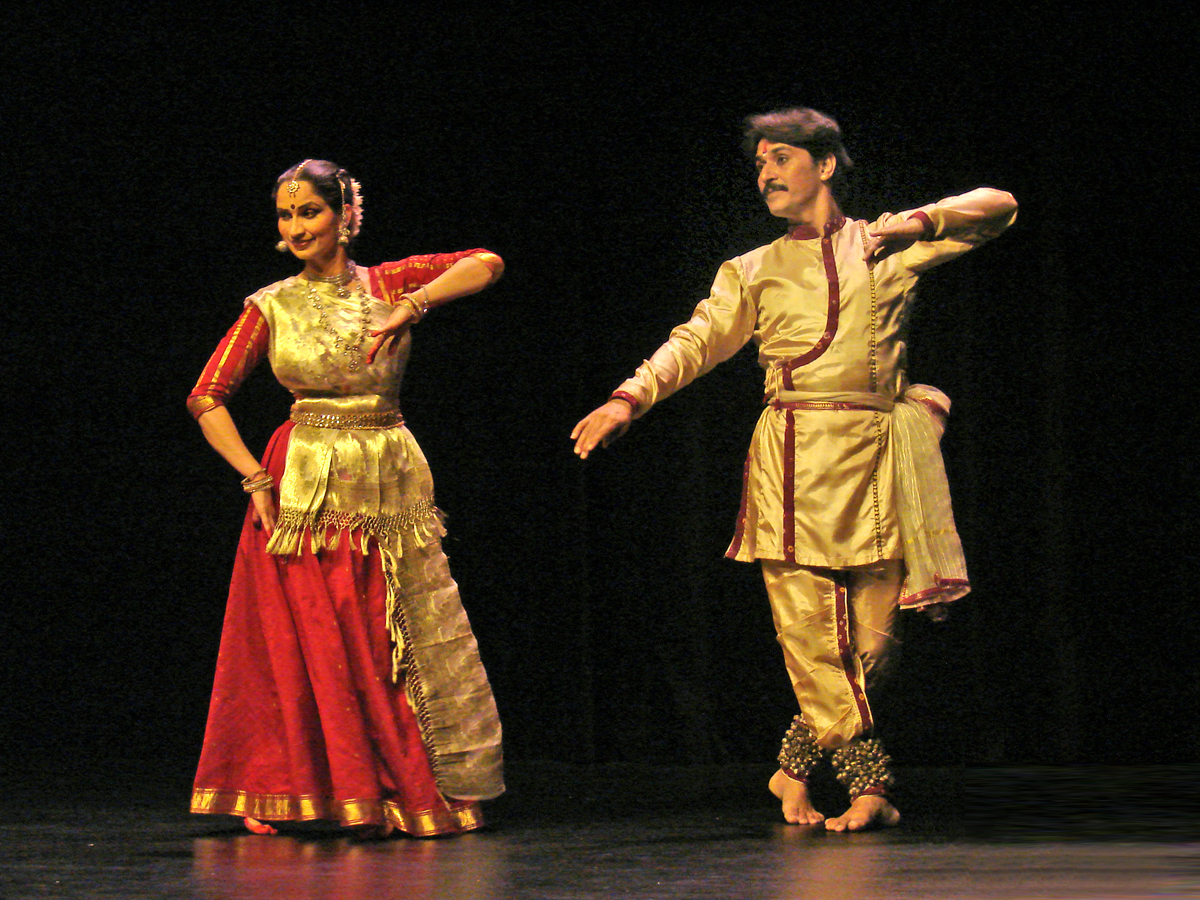
Kathak kann paarweise getanzt werden, dies jedoch eher selten

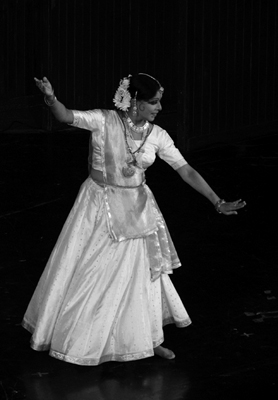
Shovana Narayan, eine der bekanntesten Kathak-Tänzerinnen

Kathak ist ein indischer Tanzstil, der vor allem in Nordindien, im Punjab und im Bundesstaat Uttar Pradesh verbreitet ist. 

## Geschichte
Er entwickelte sich seit dem 13. Jahrhundert durch umherziehende Barden und Geschichtenerzähler, die aus Kasten stammten, deren Beruf es war, religiöse Lieder (Bhajan oder Ghasel) zu singen und tänzerisch zu begleiten. Die meisten dieser Lieder handelten vom Leben Vishnus und Krishnas. Infolge der muslimischen Herrschaft der Moghuln änderten sich jedoch Themen und Musik des Kathak grundlegend, da diese Kunstform nun vor allem an Höfen dargeboten wurde, wo die einheimischen Künstler auf persische und arabische Musiker stießen. Es wurden nun neben den religiösen auch weltliche Themen aufgegriffen. Vorlagen für die Tänze lieferten hinduistische Dichter wie Jayadeva, Kabir, Tulsidas und der den Vishnuismus predigende Chaitanya.
Seit dem 18. Jahrhundert gibt es mehrere Orte, an denen der Kathak weiterentwickelt wird. Die Jaipur-Gharana in Vrindavan, die sich durch schnelle Fußarbeit und Rhythmik auszeichnet, die Lakhnau-Gharana, die sich durch lyrische Elemente auszeichnet und die von Janaki Prasad gegründete Banares-Gharana, die sich von Varanasi nach Lahore ausbreitete und deren Stil sich durch langsame Elemente und Fußarbeit zu skandierten Lautsilben auszeichnet.
Heutzutage gibt es viele Tanzzentren und Hochschulen in Indien, die Kathak lehren.

## Aufführungspraxis
Zumeist ruft ein Sänger, begleitet von einer Tabla oder Pakhawaj, zu Beginn einer Kathak-Darbietung in einer Huldigungszeremonie (purvaranga) Ganesha an, um für ein gutes Gelingen der Veranstaltung zu bitten. Dann wird die Bühne mit Blumen und Weihrauch verehrt. Kathak wird von Frauen und Männern getanzt, oft als Solotanz. Im Gegensatz zu einigen südindischen Tanzstilen wird nicht auf der äußersten Kante der Fußsohle getanzt, sondern auf dem flachen Fuß und den Zehen. Die Tänzerinnen tragen traditionell 101 und die männlichen Tänzer 151 Glöckchen und Schellen (ghungru) an den Fußgelenken, die die Fußarbeit, die im Kathak besonders wichtig ist, unterstreichen. Auch viele Drehungen, Sprünge und Pirouetten gehören zum Tanz, wobei die Position überwiegend vertikal ist. Die erzählenden Abhinaya-Teile werden fast nur mit Händen, Fingern und Armen zu einer sparsamen Mimik ausgeführt, wobei die Grundposition oft ruhig mit geschlossenen Füßen oder sitzend ist. Nach der eröffnenden Anrufung folgen kürzere Tänze, deren Abfolge nicht festgelegt ist. Es gibt bis zu hundert eher tänzerisch angelegte Stücke wie die Tukras und Paranas, bei denen der Tänzer auf den Zuruf harter Lautsilben reagiert, aber auch Tänze zu religiösen Gedichten und Tänze zu mystischen Liebesgedichten.
In den Gats werden Episoden aus dem Leben Krishnas dargestellt, wobei die Tänzer mehrere Charaktere darstellen. Die folkloristische Ras lila wird in Gruppen aufgeführt und erzählt von Krishna, Radha und den Gopis (Kuhhirtinnen). 
Es besteht eine Ähnlichkeit zwischen Kathak und den Tänzen im Volkstheater Alibuxi khyal von Rajasthan.